# Championnat du Ghana de football 1967
Navigation
Saison précédente Saison suivante
La saison 1967 du Championnat du Ghana de football est la neuvième édition de la première division au Ghana, la Premier League. Elle regroupe, sous forme d'une poule unique, les vingt meilleures équipes du pays qui se rencontrent une seule fois. Une équipe est reléguée en fin de saison et remplacée par le champion de deuxième division.
C'est le club d'Asante Kotoko qui est sacré après avoir terminé en tête du classement final, avec quatre points d'avance sur un trio composé de Great Olympics, du tenant du titre Mysterious Dwarfs et de Great Ashanti. C'est le quatrième titre de champion du Ghana de l'histoire du club.

## Les clubs participants
| - Hearts of Oak SC - Asante Kotoko - Cornerstones Kumasi - Great Olympics - Brong Ahafo United - Great Ashanti - Standfast FC - Promu de D2 - Tema Hurricanes - Promu de D2 - Sekondi Hasaacas - Ho Mighty Eagles - Promu de D2 | - Akim United - Promu de D2 - Brong Ahafo Stars - Eleven Wise - Ho Sunset FC - Promu de D2 - Mysterious Dwarfs - Venomous Vipers - Eastern Rovers - Adansi United - Susu Biribi FC - Fankobaa Swedru - Promu de D2 |

## Compétition
Le barème de points servant à établir les classements se décompose ainsi :
- Victoire : 2 points
- Match nul : 1 point
- Défaite : 0 point

### Classement
| Rang | Équipe              | Pts | J  | G  | N | P  | Bp | Bc | Diff |
| ---- | ------------------- | --- | -- | -- | - | -- | -- | -- | ---- |
| 1    | Asante Kotoko       | 33  | 19 | 15 | 3 | 1  | 57 | 15 | +42  |
| 2    | Great Olympics      | 29  | 19 | 10 | 9 | 0  | 38 | 16 | +22  |
| 3    | Mysterious DwarfsT  | 29  | 19 | 11 | 7 | 1  | 29 | 12 | +17  |
| 4    | Great Ashanti       | 29  | 19 | 13 | 3 | 3  | 42 | 27 | +15  |
| 5    | Brong Ahafo United  | 27  | 19 | 11 | 5 | 3  | 42 | 15 | +27  |
| 6    | Hearts of Oak SC    | 26  | 19 | 10 | 6 | 3  | 36 | 17 | +19  |
| 7    | Susu Biribi FC      | 23  | 19 | 9  | 5 | 5  | 25 | 21 | +4   |
| 8    | Eleven Wise         | 22  | 19 | 11 | 0 | 8  | 32 | 21 | +11  |
| 9    | Cornerstones Kumasi | 22  | 19 | 8  | 6 | 5  | 27 | 23 | +4   |
| 10   | Adansi United       | 20  | 19 | 8  | 4 | 7  | 34 | 31 | +3   |
| 11   | Tema HurricanesP    | 18  | 19 | 6  | 6 | 7  | 27 | 28 | -1   |
| 12   | Venomous Vipers     | 17  | 19 | 6  | 5 | 8  | 32 | 29 | +3   |
| 13   | Sekondi Hasaacas    | 13  | 19 | 5  | 3 | 11 | 24 | 34 | -10  |
| 14   | Standfast FCP       | 13  | 19 | 5  | 3 | 11 | 24 | 34 | -10  |
| 15   | Fankobaa SwedruP    | 13  | 19 | 4  | 5 | 10 | 23 | 28 | -5   |
| 16   | Ho Mighty EaglesP   | 12  | 19 | 4  | 4 | 11 | 27 | 40 | -13  |
| 17   | Eastern Rovers      | 10  | 19 | 2  | 6 | 11 | 21 | 38 | -17  |
| 18   | Akim UnitedP        | 10  | 19 | 4  | 2 | 13 | 24 | 48 | -24  |
| 19   | Brong Ahafo Stars   | 8   | 19 | 3  | 2 | 14 | 26 | 59 | -33  |
| 20   | Ho Sunset FCP       | 6   | 19 | 2  | 2 | 15 | 3  | 53 | -50  |

|  | Qualification pour la Coupe des clubs champions africains 1967                        |
|  | Relégation directe en deuxième division                                               |
|  | T : Tenant du titre C : Vainqueur de la Coupe du Ghana P : Promu de deuxième division |

- Les critères de relégation de Brong Ahafo Stars ne sont pas connus.

## Bilan de la saison
| Championnat du Ghana de football 1967    |                          |
| Champion                                 | Asante Kotoko (4e titre) |
| Coupes et trophées                       |                          |
| Vainqueur de la Coupe du Ghana 1967      | Non disputée             |
| Qualifications continentales             |                          |
| Coupe des clubs champions africains 1967 | Asante Kotoko            |
| Promotions et relégations                |                          |
| Promus en Premier League                 | Bofoakwa Tano FC         |
| Relégués en Second League                | Brong Ahafo Stars        |